# Нова Григорівка (Березівський район)
Нова́ Григорі́вка — село Стрюківської сільської громади Березівського району Одеської області в Україні. Населення становить 130 осіб.
У селі похований Голубовський Дмитро Степанович — старший сержант Збройних сил України, учасник російсько-української війни 2014—2017.

## Населення
Згідно з переписом УРСР 1989 року чисельність наявного населення села становила 172 особи, з яких 76 чоловіків та 96 жінок.
За переписом населення України 2001 року в селі мешкало 130 осіб.

### Мова
Розподіл населення за рідною мовою за даними перепису 2001 року:
| Мова       | Відсоток |
| ---------- | -------- |
| українська | 92,31 %  |
| молдовська | 6,15 %   |
| болгарська | 0,77 %   |
| російська  | 0,77 %   |